# Повзик гігантський
Повзик гігантський (Sitta magna) — вид горобцеподібних птахів родини повзикових (Sittidae).

## Поширення
Вид поширений в горах на південному заході Китаю, у центральній та східній частинах М'янми та північному заході Таїланду. Більшість спостережень припадає на провінцію Юньнань (Китай), відомий в двох місцевостях М'янми, але не спостерігався там за останні 20 років, та у дев'яти населених пунктах Таїланду, в яких популяція виду зменшується. Мешкає у гірських соснових лісах.

## Опис
Найбільший представник родини. Сягає завдовжки до 19,5 см. Верхня частина тіла темно-сіра. Від основи дзьоба через очі проходить чорна смужка. Нижня частина тіла біла.